# Drepanaphis monelli
Drepanaphis monelli är en insektsart som först beskrevs av Davis 1909.  Drepanaphis monelli ingår i släktet Drepanaphis och familjen långrörsbladlöss. Inga underarter finns listade i Catalogue of Life.